# Metropolisz (film, 2001)
A Metropolisz (メトロポリス; Metoroporiszu; Hepburn: Metoroporisu; Metropolis) 2001-ben bemutatott japán animációs sci-fi filmdráma. Főként Tezuka Oszamu 1949-es Metropolis című mangáján, kisebb részt az 1927-es azonos című német némafilmen alapul. Látványvilágában Tezuka képregényéhez, míg cselekményében az 1927-es filmhez közelít. A film elkészítésében számos neves személy és cég vett részt. Rintaro rendezte, forgatókönyvét Ótomo Kacuhiro írta, az animációs gyártást főként a Madhouse végezte a Tezuka Productions konceptuális támogatásával.
A Metropoliszt 2001. május 26-án mutatták be a japán mozik. Az Egyesült Államokban a Sony Pictures Entertainment forgalmazta 2002-től. Magyarországon elsőként a Titanic Filmfesztiválon volt látható 2001. október 7-én, majd VHS-en és DVD-n a Fórum Hungary forgalmazta, a televízióban pedig az HBO vetítette.

## Cselekmény
Metropolisz futurisztikus városában az emberek és a robotok egymás mellett élnek. A robotokat azonban diszkriminálják és a város alsóbb szintjeire vannak szorítva. Az emberek nagy részének nincs munkája és nincstelenül sínylődik és sokuk a robotokat hibáztatja ezért, mert elveszik a munkájukat.
A Vörös herceg, Metropolisz nem hivatalos vezetője megtekinti egy hatalmas felhőkarcoló, a Zikkurat építését, amely véleménye szerint lehetővé teszi, hogy az emberiség az egész bolygóra kiterjessze hatalmát. Egy eltévelyedett robot megzavarja a Zikkurat átadó ünnepségét, ezért lelövi Rock, a Vörös herceg fogadott fia, aki a Marduk Párt, egy robotellenes csoport feje. Sunszaku Ban magánnyomozó és unokaöccse, Kenicsi Metropoliszba utaznak, hogy letartóztassák Dr. Laughtont, egy őrült tudóst, akit szervkereskedelem miatt köröznek. Sunszaku előtt nem ismert, hogy a Vörös herceg felbérelte Laughtont, hogy építsen egy kivételesen fejlett robotot elhunyt lánya, Tima képére. A Vörös herceg célja Timával, hogy a Zikkuratba épített titkos fegyver irányítóközpontja legyen. Rock azonban tudomást szerez Timáról, és nem akarván, hogy egy robot vegye át később a Vörös herceg helyét, lelövi Laughtont és felgyújtja laboratóriumát.
Sunszaku Peróval, a nyomozórobottal leereszkedik város egy alsóbb szintjére, ahol Laughton titkos laborja is található. Az égő laborban rátalál Laughtonra, aki neki adja jegyzetfüzetét. Ezalatt Kenicsi megtalálja a működésbe lépett Timát, de mindketten lezuhannak a legalsó szintre, a csatornarendszerbe. Mialatt Sunszaku unokaöccsét keresi, Kenicsi és Tima utat keresnek a felszínre. Közel kerülnek egymáshoz, ahogy Kenicsi megtanítja Timát a beszédre, de egyikük sem tud a lány robot voltáról. Rock közben folyamatosan üldözi őket, de rövid időre menedékre lelnek egy lázadó csoportnál, akik a Vörös herceg hatalmának megdöntésére készülnek.
Az elnök és Metropolisz polgármestere arra készülnek felhasználni a lázadást, hogy megszerezzék a hatalmat a hercegtől, de a hadseregparancsnok, Kusai Skunk tábornok átáll a herceg oldalára és megöli őket. A herceg statáriumot vezet be és a lázadást leverik. A lázadás után Kenicsi és Sunszaku újra találkoznak, de Rock meglövi a nyomozót és felfedi, hogy Tima egy robot. A Vörös herceg viszont kitagadja Rockot és megfosztja a Marduk parancsnoki címétől, amiért megkísérelte megölni Timát. A herceg ezután a Zikkuratba viszi a lányt.
Rock továbbra is eltökélt, hogy elpusztítsa Timát és visszanyerje az apjának tekintett herceg szeretetét, ezért elrabolja és lekapcsolja az identitászavarban szenvedő Timát. Sunszaku viszont megmenti és Laughton jegyzetfüzetének utasításait követve újraindítja. Arra következtetésre jutnak, hogy Kenicsi a Zikkuratban tartózkodik, ezért oda tartanak, de a Vörös herceg és a Mardukok elfogják őket. Timát a Zikkurat csúcsára viszik, ahol arról kérdezi a Vörös herceget, hogy ő ember vagy robot. A herceg azt válaszolja Timának, hogy „magasan az emberek felett áll” és arra alkották meg, hogy uralja a világot a trónjáról. Rock szolgálólánynak álcázva magát a közelbe lopózik és rálő Timára, feltárva áramköreit.
Rájőve robot mivoltára, a hirtelen sokktól Tima ámokfutásba kezd. Trónján ülve biológiai és nukleáris támadást készít elő az emberiség ellen. Míg mindenki menekül, Kenicsi megpróbál szót érteni a lánnyal. Tima által irányított robotok megtámadják a herceget. Rock, aki nem szeretné, hogy „apja” „roncshalmazok” keze által haljon meg, egy hatalmas robbanásban végez mindkettőjükkel. Ahogy a Zikkurat elkezd összeomlani, Kenicsi eléri Timát és elkülöníti a tróntól. A lány megpróbálja megölni Kenicsit, de a dulakodásban lezuhan. Kenicsi fel akarja őt húzni az egyik kábellel, amelyben megkapaszkodott, de hiába. Miközben a kötél szakad, Tima visszaemlékezik arra, amikor Kenicsi beszélni tanította és megkérdezi Kenicsit, hogy „Ki vagyok?”, majd lezuhan. A Zikkurat összeomlik, elpusztítva Metropolisz nagy részét.
Következő reggel Kenicsi felkeresi a romokat és egy csoport robotot talál, amint Tima darabjait próbálják összerakni. Mialatt Sunszakut és a többi túlélő embert mentik ki, Kenicsi úgy dönt, hogy itt marad és újraépíti a várost. Egy olyan helyet szeretne, ahol az emberek és a robotok békésen élnek egymás mellett.

### Eltérések a mangától
Tezuka Oszamu eredeti mangájában a történet középpontjában egy Mitchi (Micsi) nevű humanoid robot áll, aki képes repülni és nemet váltani. Mitchit a Vörös herceg üldözi, aki pusztító célokra kívánja felhasználni. Sunszaku Ban és unokaöccse, Kenicsi rátalálnak Mitchire, miután alkotóját, Dr. Charles Laughtont meggyilkolták, és védelmezik, miközben a szüleit keresik. Timával ellentétben, aki arra vágyik, hogy ember lehessen, Mitchi történet végi pusztító dühét az váltja ki, hogy robot lévén nincsenek szülei.
Tezuka történetének mozifeldolgozása több elemet vesz át Fritz Lang Metropolisából, mint a mangából. Amikor Tezuka megalkotta mangáját, úgy nyilatkozott, hogy az 1927-es filmből valódi inspirációt csak egy állókép adott, amelyen egy női robot születik meg. Az animefeldolgozásban eltávolítottak számos különös elemet, mint a repülő, nemváltó humanoid főhős. Mitchi alakját Tima vette át, aki végig nőnemű és nem tud repülni. Több olyan szereplőt is átvettek Tezuka világából, akik a Metropolis mangában nem szerepeltek, ezek közül kiemelkedő Rock karaktere.

### Törölt jelenet
A film japán változatában a stáblista után egy pillanatra látható egy bolt, amely a „Kenichi & Tima Robot Company” nevet viseli, az ablakában pedig látható Tima. Ezt a képet, amely arra utal, hogy Kenicsinek sikerült újraépítenie Timát és együtt nyitották meg a boltot, az angol nyelvű DVD-kiadás nem tartalmazta.

## Szereplők
| Szereplő                                                                   | Japán hang         | Angol hang               | Magyar hang     |
| -------------------------------------------------------------------------- | ------------------ | ------------------------ | --------------- |
| Tima (ティマ)                                                              | Imoto Juka         | Rebecca Forstadt         | Csifó Dorina    |
| Kenicsi (ケンイチ; Hepburn: Kenichi)                                       | Kobajasi Kei       | Brianne Siddall          | Gacsal Ádám     |
| Sunszaku Ban magánnyomozó (ヒゲオヤジ; Hepburn: Shunsaku Ban)              | Tomita Kószei      | Tony Pope                | Versényi László |
| Rock (ロック; Rokku)                                                       | Okada Kóki         | Michael Reisz            | Steiner Kristóf |
| Vörös herceg (レッド公; Reddo kó; Hepburn: Reddo kō)                       | Isida Taró         | Jamieson Price           | Koroknay Géza   |
| 803-D-RP-DM-497-3-C „Pero” (ペロ)                                          | Vakamoto Norio     | Dave Mallow              | Megyeri János   |
| Atlas (アトラス; Atoraszu; Hepburn: Atorasu; a lázadók vezetője)           | Inoue Norihiro     | Scott Weinger            | Pálmai Szabolcs |
| Boone elnök (ブーン大統領; Bún daitórjó; Hepburn: Būn daitōryō)            | Ikeda Maszaru      | Richard Plantagenet      | Bácskai János   |
| Acetylene Lamp (ランプ; Ranpu; Boone tanácsadója)                          | Csiba Sigeru       | Steven Blum              | Németh Gábor    |
| Kusai Skunk tábornok (スカンク; Szukanku; Hepburn: Sukanku)                | Furukava Tosio     | Dan Woren                | Albert Péter    |
| Dr. Laughton (ロートン博士; Róton hakasze; Hepburn: Rōton hakase)          | Takigucsi Dzsunpei | Simon Prescott           | Holl János      |
| Dr. Ponkotsu (ポンコッツ博士; Ponkoccu hakasze; Hepburn: Ponkottsu hakase) | Aono Takesi        | Doug Stone               | Horváth Károly  |
| Notarlin főfelügyelő (ノタアリン; Notaarin)                                | Jasiro Sun         | William Frederick Knight | Németh Gábor    |
| Emmy (エンミィ; Enmji; Hepburn: Enmyi)                                     | Kojama Mami        | Barbara Goodson          | N/A             |
| Fifi (フィフィ)                                                            | Aikava Rikako      | Brianne Siddall          | N/A             |
| Ham Egg (ハムエッグ; Hamueggu)                                             | Ebara Maszasi      | Robert Axelrod           | N/A             |
| Lyon polgármester (リヨン; Rijon; Hepburn: Riyon)                          | Hasi Takaja        | Peter Spellos            | Albert Péter    |

## Megvalósítás

Metropolisz. A film készítésekor a CGI animációt kombinálták a hagyományos kézi rajzolásos technikával

Rintaro már a 60-as években, a Mushi Production alkalmazottjaként előállt egy filmtervvel, de Tezuka különösebb indoklás nélkül elutasította. Végül a 90-es évek végén zöld utat kapott a forgatás, amely öt évig tartott. A filmben a CGI animációval előállított háttér előtt mozognak a hagyományos, kézi rajzolásos animációval készített szereplők.
A szereplők megjelenése hű maradt a mangához, emellett számos, az 1950-es éveket idéző használati tárgy keveredik futurisztikus elemekkel. A pozitív szereplők jellemzően nagy szemekkel és kicsi orral, míg a gonosztevők túlzottan nagy orral és állal és hegyes-völgyes vagy hullámos hajjal rendelkeznek.
A film 1,5 milliárd jen, megközelítőleg 15 millió dollár költségvetéssel készült.

## Megjelenések
A Metropoliszt 2001. május 26-án mutatták be a japán mozik a Toho forgalmazásában. DVD-n a Bandai Visual jelentette meg.
Az Egyesült Államokban a Sony Pictures Entertainment forgalmazta, bemutatója 2002. január 25-én volt. VHS-en és DVD-n a SPE egyik leányvállalata, a TriStar Pictures adta ki.
Magyarországon elsőként a Titanic Filmfesztiválon volt látható 2001. október 7-én. VHS-en és a DVD-n a Fórum Home Entertainment Hungary adta ki, a DVD 2002. július 11-én egy kétlemezes kiadványban, japán, angol és orosz 5.1-es hanggal és – számos más nyelv mellett – magyar felirattal jelent meg. A televízióban az HBO vetítette magyar szinkronnal a filmet.

## Filmzene
A Metropolisz New Orleans-i stílusú dzsesszzenéjét Honda Tosijuki komponálta. A főtémája, a St. James Infirmary Blues Kimura Acuki előadásában hallható, míg zárótémáját, a There’ll Never Be Good-Bye-t Obata „Mooki” Minako adja elő. A filmzenei album Japánban 2001. május 23-án jelent meg a Starchild Records kiadásában. Az Egyesült Államokban 2002. február 26-án a Domo Records, Európában 2002. június 4-én a Milan Records jelentette meg az albumot.
A film tetőpontja alatt hallható I Can’t Stop Loving You című dalt Ray Charles adja elő. A szám a filmzenei albumon nem található meg.
| Metropolis – Original Soundtrack dallista | Metropolis – Original Soundtrack dallista                 | Metropolis – Original Soundtrack dallista | Metropolis – Original Soundtrack dallista | Metropolis – Original Soundtrack dallista | Metropolis – Original Soundtrack dallista | Metropolis – Original Soundtrack dallista | Metropolis – Original Soundtrack dallista | Metropolis – Original Soundtrack dallista | Metropolis – Original Soundtrack dallista |
| #                                         | Cím                                                       | Hossz                                     |                                           |                                           |                                           |                                           |                                           |                                           |                                           |
| ----------------------------------------- | --------------------------------------------------------- | ----------------------------------------- | ----------------------------------------- | ----------------------------------------- | ----------------------------------------- | ----------------------------------------- | ----------------------------------------- | ----------------------------------------- | ----------------------------------------- |
| 1.                                        | Metropolis                                                | 4:08                                      |                                           |                                           |                                           |                                           |                                           |                                           |                                           |
| 2.                                        | Foreboding                                                | 2:42                                      |                                           |                                           |                                           |                                           |                                           |                                           |                                           |
| 3.                                        | Ziggurat                                                  | 2:56                                      |                                           |                                           |                                           |                                           |                                           |                                           |                                           |
| 4.                                        | Going to „Zone”                                           | 2:03                                      |                                           |                                           |                                           |                                           |                                           |                                           |                                           |
| 5.                                        | Sniper                                                    | 3:04                                      |                                           |                                           |                                           |                                           |                                           |                                           |                                           |
| 6.                                        | El Bombero                                                | 2:21                                      |                                           |                                           |                                           |                                           |                                           |                                           |                                           |
| 7.                                        | Three-Faced of „Zone”                                     | 5:12                                      |                                           |                                           |                                           |                                           |                                           |                                           |                                           |
| 8.                                        | „Zone” Rhapsody                                           | 2:19                                      |                                           |                                           |                                           |                                           |                                           |                                           |                                           |
| 9.                                        | Hide Out                                                  | 1:31                                      |                                           |                                           |                                           |                                           |                                           |                                           |                                           |
| 10.                                       | Run                                                       | 3:18                                      |                                           |                                           |                                           |                                           |                                           |                                           |                                           |
| 11.                                       | St. James Infirmary Blues (előadó: Kimura Acuki)          | 3:03                                      |                                           |                                           |                                           |                                           |                                           |                                           |                                           |
| 12.                                       | Sympathy                                                  | 1:37                                      |                                           |                                           |                                           |                                           |                                           |                                           |                                           |
| 13.                                       | Snow                                                      | 6:53                                      |                                           |                                           |                                           |                                           |                                           |                                           |                                           |
| 14.                                       | Propaganda                                                | 1:07                                      |                                           |                                           |                                           |                                           |                                           |                                           |                                           |
| 15.                                       | Chase                                                     | 2:18                                      |                                           |                                           |                                           |                                           |                                           |                                           |                                           |
| 16.                                       | Judgement                                                 | 1:36                                      |                                           |                                           |                                           |                                           |                                           |                                           |                                           |
| 17.                                       | Awakening                                                 | 1:39                                      |                                           |                                           |                                           |                                           |                                           |                                           |                                           |
| 18.                                       | Fury                                                      | 3:07                                      |                                           |                                           |                                           |                                           |                                           |                                           |                                           |
| 19.                                       | After All                                                 | 3:42                                      |                                           |                                           |                                           |                                           |                                           |                                           |                                           |
| 20.                                       | There’ll Never Be Good-Bye (előadó: Obata „Mooki” Minako) | 4:37                                      |                                           |                                           |                                           |                                           |                                           |                                           |                                           |
| 59:13                                     |                                                           |                                           |                                           |                                           |                                           |                                           |                                           |                                           |                                           |

## Fogadtatás
A Metropolisz pozitív kritikai fogadtatásban részesült, a Rotten Tomatoes filmkritikai oldalon 87%-ban pozitív értékelést kapott és 60 kritika alapján 7,3/10-es átlagpontozást állapították meg. Az oldal a kritikusok konszenzusaként leírja, hogy bár a film történetvezetésében nem ad újat, a Metropolisz egy szemkápráztató vizuális élmény. A DVD-kiadás borítóján olvasható egy idézet James Camerontól: „A Metropolisz új mérföldkő az animében. Van szépsége, ereje, rejtélye és mindenekfelett… szíve. Ennek a filmnek a képei örökre benned maradnak.”
A Total Film 75 legnagyobb animációs filmjét tartalmazó listáján a 60. helyet érte el.
Az AnimeStars kritikusa dicsérte a látványvilágot és a zenei aláfestést, bár előbbire utalva, a szereplők kissé gyerekes megjelenése és a történet mély mondanivalójának kontrasztjában elbizonytalanodott, hogy a film valójában melyik korosztálynak szól. Bírálta a történet sokrétűségét: „A filmet nézve nem könnyű eldönteni, hogy egy osztálykülönbségeket taglaló társadalmi drámát, egy robot kontra ember kérdéskörében mozgó sci-fit vagy egy az életben helyét kereső lány allegorikus utazását látjuk-e éppen.”